# Marko Kvasina
Marko Kvasina (Wenen, 20 december 1996) is een Oostenrijks voetballer van Kroatische afkomst die bij voorkeur als aanvaller speelt.

## Clubcarrière

### Austria Wien
Op 22 november 2014 debuteerde Kvasina voor Austria Wien in de Bundesliga tegen Admira Wacker. Hij viel na 77 minuten in voor Mario Leitgeb. Op 13 december 2014 maakte de aanvaller zijn eerste competitietreffer tegen SV Grödig, het enige doelpunt van de wedstrijd. Op 7 april 2015 was hij opnieuw trefzeker in de bekercompetitie tegen Kapfenberger SV. Hij kwam uiteindelijk tot 36 wedstrijden en 3 goals voor Austria Wien.

### FC Twente
Op 13 juli 2017 maakte FC Twente bekend dat het Kvasina voor vier seizoenen had vastgelegd. Zijn tijd bij FC Twente werd echter geen succes. Hij kwam tot dertien wedstrijden, waarvan het merendeel invalbeurten. FC Twente eindigde het seizoen als achttiende en laatste en degradeerde naar de Eerste divisie. In de zomer van 2018 verliet Kvasina FC Twente en tekende een contract bij SV Mattersburg.

## Clubstatistieken
| Seizoen         | Club            | Competitie         | Competitie | Competitie | Beker | Beker | Internationaal | Internationaal | Totaal | Totaal |
| Seizoen         | Club            | Competitie         | Wed.       | Dlp.       | Wed.  | Dlp.  | Wed.           | Dlp.           | Wed.   | Dlp.   |
| --------------- | --------------- | ------------------ | ---------- | ---------- | ----- | ----- | -------------- | -------------- | ------ | ------ |
| 2014/15         | Austria Wien    | Bundesliga         | 16         | 3          | 3     | 1     | 0              | 0              | 20     | 4      |
| 2015/16         | Austria Wien    | Bundesliga         | 24         | 0          | 0     | 0     | 0              | 0              | 3      | 0      |
| 2016/17         | Austria Wien    | Bundesliga         | 3          | 0          | 4     | 1     | 4              | 0              | 24     | 1      |
| 2017/18         | FC Twente       | Eredivisie         | 13         | 0          | 1     | 0     | 0              | 0              | 14     | 0      |
| 2018/19         | SV Mattersburg  | Bundesliga         | 24         | 6          | 2     | 3     | 0              | 0              | 26     | 9      |
| 2019/20         | SV Mattersburg  | Bundesliga         | 19         | 2          | 2     | 2     | 0              | 0              | 21     | 4      |
| 2020/21         | KV Oostende     | Jupiler Pro League | 33         | 5          | 2     | 0     | 0              | 0              | 35     | 5      |
| 2021/22         | KV Oostende     | Jupiler Pro League | 2          | 1          | 0     | 0     | 0              | 0              | 2      | 1      |
| Carrière totaal | Carrière totaal | Carrière totaal    | 126        | 17         | 14    | 8     | 4              | 0              | 144    | 25     |

## Interlandcarrière
Kvasina speelde één interland voor Oostenrijk –17. In 2014 debuteerde hij voor Oostenrijk –19, waarmee hij in 2015 deelneemt aan het Europees kampioenschap voor spelers onder 19 jaar. Kvasina scoorde tijdens dit toernooi twee doelpunten, beide in de laatste groepswedstrijd tegen de leeftijdsgenoten uit Oekraïne (2-2 gelijkspel).